# 华盘革耳
华盘革耳（学名：Eichleriella chinensis）是属于银耳目银耳科盘革耳属的一种真菌，长在阔叶树朽木上。该种分布于中国。